# پیتر ون اینواگن
پیتر ون اینواگن (انگلیسی: Peter van Inwagen؛ زادهٔ ۲۱ سپتامبر ۱۹۴۲) فیلسوف فلسفه تحلیلی و استاد دانشگاه نوتردام اهل ایالات متحده آمریکا است.